# Тэсигахара, Хироси
Хироси Тэсигахара (яп. 勅使河原 宏 Тэсигахара Хироси, род. 28 января 1927, Токио, Япония — ум. 14 апреля 2001 года, Токио, Япония) — японский кинорежиссёр и иэмото школы икэбана Согэцу (1980—2001).
В 1992 году правительством Японии удостоен медали Пурпурной ленты. Тэсигахара оставил значительный след в документальном и игровом кинематографе, искусстве икэбана, скульптуре, гончарном деле, каллиграфии, музыкальном театре и искусстве разбивки садов. Для большинства его работ характерны основанное на доскональном знании классического японского искусства смелое новаторство и преодоление границ того или иного жанра.
Супруга — актриса Тосико Кобаяси.

## Биография и творчество

### Ранние годы. Университет. Живопись (1927—1952)
Родился в Токио в 1927 году в семье знаменитого Софу Тэсигахары, основателя школы икэбаны Согэцу. В 1944 году поступил на отделение японской живописи Токийского национального университета изящных искусств. Окончание Тихоокеанской войны встретил на острове Ясиродзима (преф. Ямагути) в трудовом студенческом лагере, куда был направлен в результате мобилизации тыла. В 1950 году окончил университет по классу масляной живописи. Первоначальный интерес к японской классике под влиянием радикальных перемен, происходивших в японском обществе в послевоенные годы, сменился скепсисом в отношении адекватности традиционных форм реалиям современного мира, в результате чего Тэсигахара обратился к изучению западноевропейского искусства. После окончания университета, благодаря Таро Окамото, заинтересовался экспериментальным искусством и в 1950 году стал участником авангардного творческого объединения «Век» (яп. 世紀 сэйки). Здесь он познакомился с литературным критиком и поэтом Хироси Сэкинэ и писателем Кобо Абэ, многолетнее плодотворное сотрудничество с которым впоследствии стало решающим для успеха кинорежиссёрской карьеры Тэсигахары. В рамках деятельности «Века» также были проведены первые выставки его картин, в которых чувствуется сильное влияние эстетики сюрреализма. Наиболее значительной работой этого периода творчества считается картина «Остров сирен» (яп. サイレン島 Сайрэн сима), 1951).

### Первые киноработы. Документалистика (1953—1962)
Тэсигахара дебютировал в кинематографе в 1953 году с короткометражным документальным фильмом «Хокусай». В этом произведении Тэсигахара, переживавший в то время сильное увлечениями работами Хокусая, опираясь на «Хокусай манга», «Сто видов горы Фудзи» и другие альбомы мастера, основной акцент сделал на раскрытии карикатурного элемента гравюр и на отражении в них сущности человеческой природы.
Несмотря на то, что «Хокусай» формально является первой работой режиссёра, фильм во многом можно считать переработкой материала, снятого ранее «Японским обществом изучения искусства и кинематографа». Поэтому полноценным дебютом стал последовавший за лентой «Хокусай» фильм «12 фотографов» (1955 год). Фильм, будучи частью проекта, приуроченного к 6-летнему юбилею выпускаемого издательством «Кэнкося» журнала «Фотоискусство» (フォトアート), показывает мир японской фотографии послевоенного десятилетия. Героями фильма стали Ихэй Кимура, Кэн Домон, Сётаро Акияма, Хироси Хамая, Ёсио Ватанабэ и другие выдающиеся японские фотографы того времени.
В 1956 году Тэсигахара снял фильм «Икэбана», посвящённый своему отцу Софу Тэсигахаре и его работе. Фильм вдохновенно и достаточно подробно раскрывает происхождение и историю искусства икэбана, а также его пути развития после эпохи Мэйдзи. Фильм получил своё продолжение спустя семь лет (д/ф «Жизнь», 1963), где Тэсигахара вновь обратился к творчеству отца, подчеркнув в этот раз его радикальное новаторство.
В 1958 году Тэсигахара в составе творческой группы «Синема 57» принял участие в съёмках документального фильма «Токио-1958». Группа «Синема 57» была создана режиссёром-документалистом Сусуми Хани и кинорежиссёром Ёсиро Кавадзу в целях распространения в Японии идей экспериментального кинематографа и объединила восемь режиссёров, в число которых вошёл и Тэсигахара. В «Токио-1958» в пародийных тонах отображается сопоставление Эдо и современного Токио.
В 1959 году Тэсигахара открыл «Центр искусств Согэцу», призванный способствовать синтезу различных видов искусства. В нём активно начался обмен идеями и исполнение сочинений ищущей себя японской и иностранной творческой молодёжи. Джаз и современная академическая музыка, танец модерн, экспериментальный кинематограф — лишь некоторые виды искусства из всего многообразия, представленного деятельностью «Центра».
В том же году Тэсигахара впервые посетил США и страны Западной Европы, одним из результатов чего стал второй документальный «диптих»: два фильма о пуэрто-риканском боксёре Хосе Торресе. В первой части (1959) в подчёркнуто контрастных тонах показано начало карьеры молодого Торреса, одерживающего одну победу за другой и в то же время сталкивающегося с отчуждением в мире профессионального бокса из-за расовой дискриминации. Во второй части (1965) зритель встречается с многоплановым раскрытием внутреннего мира Торреса, теперь уже готовящегося к матчу за звание чемпиона мира.
Первый художественный фильм, «Западня» был снят Тэсигахарой в 1962 году в сотрудничестве с авангардным писателем Кобо Абэ и выступившим в качестве музыкального редактора композитором Тору Такэмицу (в фильме также звучит музыка Тоси Итиянаги и Юдзи Такахаси). Фильм стал экранизацией переработанной абсурдистской пьесы Абэ. Действие разворачивается в период послевоенного экономического кризиса в районе угольных шахт, расположенных на острове Кюсю. Фильм завоевал премию компании NHK, присуждаемую режиссёрам-дебютантам.

### Мировое признание (1963—1972)
В 1964 году Тэсигахара вместе с Абэ снял фильм «Женщина в песках» (музыка Такэмицу) по одноимённому роману Абэ, ставшему классикой современной японской литературы. Фильм завоевал специальную премию на Каннском кинофестивале (1964) и был номинирован на премию «Оскар» как лучший иностранный фильм , получив статус культового в США и других западных странах. Фильм принёс Тэсигахаре мировую известность. В дальнейшем Тэсигахара и Абэ осуществили ещё две успешные экранизации романов последнего: «Чужое лицо» (1966) и «Сожжённая карта» (1968).
1965 год, наряду со съёмками второй части фильма о Хосе Торресе, также ознаменовался участием Тэсигахары в качестве представителя Японии в международном кинопроекте, организованном канадским государственным комитетом по вопросам кинематографа. Проект подразумевал независимое друг от друга создание документальных фильмов на тему «Половая зрелость» представителем каждой из четырёх стран-участников. Работа Тэсигахары, озаглавленная «Белое утро», посвящена изображению повседневности 16-летней Ако, живущей в женском общежитии при хлебозаводе. Как и другие произведения Тэсигахары, «Светлое утро» отличается свежестью подхода и нестандартностью раскрытия темы.
9 октября 1966 года на автодроме «Фудзи Спидвей» состоялся очередной этап авторалли «Инди 500», ставший основой для нового и тематически неожиданного документального фильма Тэсигахары, «Рёв моторов». Сценарий к фильму написал классик современной японской литературы Сётаро Ясуока. Фильм открывается интервью с молодёжью из байкерской группировки «Харадзюку-дзоку», которая делится своим пониманием места феномена скорости в современном мире. Затем следуют кадры подготовки к гонке пилотов и механиков, церемония открытия, а в финале — снятое одновременно с разных планов награждение. В фильме фигурируют Джим Кларк, Грэм Хилл и другие известные автогонщики.
В 1972 году совместно с известным американским японистом и переводчиком Джоном Натаном Тэсигахара снял фильм «Летние солдаты». Действия фильма разворачиваются во время войны во Вьетнаме в среде американских дезертиров, ведущих в Японии маргинальный образ жизни.

### Гончарное дело. Икэбана. Инсталляции. Оперы (1973—2001)
С середины 1970-х годов в творчестве Тэсигахары произошло существенное смещение акцентов, в результате чего Тэсигахара-режиссёр вновь, как и в начале своего пути, сосредоточился преимущественно на документальных лентах, а на роль доминирующих видов искусств выдвинулись гончарное дело и занятия икэбана, которые никогда не прекращались на протяжении всей его режиссёрской карьеры.
В 1973 году в городе Этидзен (префектура Фукуи) Тэсигахара открыл собственную гончарную мастерскую (яп. 草月陶房). Тэсигахара отказался от использования гончарного круга, отдав предпочтение полностью ручному производству. Ряд созданных в мастерской работ позднее не раз выставлялся в Японии, а также в Европе (Париж, 1981).
В 1980 году после смерти отца Тэсигахара стал главой (иэмото) школы Согэцу. В том же году в выставочном зале Согэцу в Токио состоялась совместная выставка работ Тэсигахары и скульптора Исаму Ногути. Икэбана Тэсигахары, благодаря яркой индивидуальности стиля, завоевала международное признание и неоднократно демонстрировалась на персональных выставках в Сеуле, Милане, Нью-Йорке и других культурных столицах мира. Не меньший резонанс вызвали новаторские произведения Тэсигахары и в самой Японии, где он стал пионером в создании «бамбуковых инсталляций» средствами икэбаны (первый опыт в направлении датируется 1982 годом), существенно переосмыслив и расширив канон этого классического искусства. Кроме того, Тэсигахара воспитал ряд выдающихся мастеров икэбаны, в числе которых Сёго Кариядзаги и другие. Ещё одним значительным вкладом Тэсигахары в развитие искусства икэбана стало создание им в 1990-х годах жанра «рэнка» (яп. 連花, по аналогии с поэтическим «рэнга»), где произведение создаётся в результате коллективной импровизации.
В 1980-е годы кинорежиссёрская деятельность Тэсигахары свелась к трём работам. Это два документальных биографических фильма о скульпторе Жане Тенегли (1981) и архитекторе Антонио Гауди (1984), а также художественный фильм, посвящённый мастеру чайной церемонии Сэн Рикю. Фильм «Рикю» (1989) удостоен награды Монреальского международного кинофестиваля и впоследствии был признан одной из лучших работ Тэсигахары. Последней киноработой Тэсигахары стал фильм «Принцесса Го» (1992). «Рикю» и «Принцесса Го» тематически и стилистически значительно отличаются от более ранних экспериментальных работ и характеризуются аскетичностью и лаконизмом.
С начала 1990-х многогранный талант Тэсигахары распространился и на музыкальный театр, где он принял участие в постановке трёх опер: «Турандот» (поставлена в Лионе, 1992), «Сусаноо» (1994) и «Шлока» (1999), для которых он также создал и сценические декорации, в том числе с использованием элементов икэбана.
В последние годы жизни Тэсигахара активно занимался организацией чайных церемоний как в Японии, так и за рубежом. Тэсигахара скоропостижно скончался в 2001 году от лимфолейкоза. После его кончины школу Согэцу возглавила его вторая дочь Аканэ Тэсигахара.

## Фильмография
- 1953 «Хокусай» (яп. 北斎), 23 мин, ч/б.
- 1955 «12 фотографов» (яп. 十二人の冩真家)
- 1956 «Икэбана» (яп. いけばな), 33 мин, цв.
- 1958 «Токио — 1958» (яп. 東京1958), 25 мин, чб/цв.
- 1959 «Хосе Торрес» (яп. ホゼー･トレス), 25 мин, ч/б.
- 1962 «Западня» (яп. おとし穴), 98 мин, ч/б
- 1963 «Жизнь» (яп. いのち), 18 мин, чб/цв.
- 1964 «Женщина в песках» (яп. 砂の女), 148 мин, ч/б
- 1965 «Белое утро» (яп. 白い朝), 29 мин, ч/б
- 1965 «Хосе Торрес, часть 2» (яп. ホゼー･トレス Part II), 59 мин, ч/б.
- 1966 «Чужое лицо» (яп. 他人の顔)
- 1966 «Рёв моторов» (яп. 爆走)
- 1968 «Сожжённая карта» (яп. 燃え尽きた地図)
- 1972 «1 день 240 часов» (яп. 1日240時間)
- 1972 «Летние солдаты» (яп. サマー･ソルジャー)
- 1972 «Наша роль» (яп. われらの主役), ТВ-фильм
- 1978 «Новый Дзатоити — Путешествие по радуге» (яп. 新座頭市「虹の旅」), ТВ-фильм
- 1978 «Новый Дзатоити — Путешествие по сну» (яп. 新座頭市「夢の旅」), ТВ-фильм
- 1981 «Кинетическая скульптура — Жан Тенгели» (яп. 動く彫刻 ジャン･ティンゲリー), ТВ-фильм
- 1984 «Антонио Гауди» (яп. アントニー･ガウディー)
- 1989 «Рикю[англ.]» (яп. 利休), 135 мин, цв.
- 1992 «Принцесса Го» (яп. 豪姫), 144 мин, цв.